# Церковь Успения Пресвятой Богородицы (Кочетовская)
Церковь Успения Пресвятой Богородицы (Свято-Успенский храм) — православный храм в станице Кочетовская Ростовской области; Волгодонская епархия, Семикаракорское благочиние.

## История
Из дел Консисторского архива Церковно-археологических учреждений следует, что в уже 1720 году в станице была деревянная церковь во имя Святого Николая Чудотворца, и в ней служил священник Федот Захаров, пришедший из Коломенской епархии. Сведений о том, когда она была построена, не имеется.
Новая деревянная церковь Во имя Успения Божией матери с приделом Святого Николая Чудотворца была возведена в 1743 году и освящена в 1744 году. В 1758 году жители станицы Кочетовской сообщили в Воронежскую духовную консисторию, что церковь повредилась из-за погодных условий. Но новая, третья по счёту, церковь была заложена только 5 августа 1762, а освящена в 1763 году (тоже деревянная). Этот храм просуществовал по 1816 год, когда в октябре месяце он сгорел. Вместо неё станичники построили каменный молитвенный дом, который был освящён 20 июля 1817 года. В следующем году был заложен новый каменный храм с колокольней, построенный в 1825 году и освящённый 27 сентября 1827 года, который существует по настоящее время. Успению Пресвятой Богородицы был посвящен центральный придел храма, два других освящены во имя Петра и Павла, а также святителя Николая.
Свято-Успенский храм в станице Кочетовской пережил Октябрьскую революцию и Гражданскую войну, став единственным в Семикаракорском районе, который в советские годы не был закрыт. В нём не прекращалось богослужение и в годы Великой Отечественной войны. В 1942 году немецкая бомба попала в колокольню; в войну храм потерял и свои колокола, которые увезли в неизвестном направлении военные люди. После освобождения станицы от немецкой оккупации, длившейся с августа 1942 по январь 1943 года, церковь снова заработала. В «хрущёвские» времена, с 1963 по 1967 годы, церковь была закрыта. Своим возрождением храм обязан усилиям писателя Виталия Закруткина, который ходатайствовал в Москве об его открытии.
После распада СССР начались работы по восстановлению Кочетовской станичной церкви. Силами прихожан были выполнены внутренние отделочные работы, возведен иконостас, отремонтирован алтарь, установлены новые кресты; территория церкви благоустроена и обнесена ограждением.
Адрес: Ростовская область, Семикаракорский район, станица Кочетовская, улица Набережная, 7. Настоятель — священник Артемий Батышев.